# Єлгавський район
Єлгавський район (латис. Jelgavas rajons) — колишній адміністративний район Латвії. Межував з Добельським, Тукумським, Ризьким, Бауським районами Латвії та Литвою.
Адміністративний центр району — місто Єлгава.
Площа району — 1 605,2 км².